# Ardisia artemata
Ardisia artemata är en viveväxtart som beskrevs av Benjamin Clemens Masterman Stone. Ardisia artemata ingår i släktet Ardisia och familjen viveväxter. Inga underarter finns listade i Catalogue of Life.